# 기사단장 죽이기
⟪기사단장 죽이기⟫(騎士団長殺し)는 일본의 소설가 무라카미 하루키가 창작한 소설이다. 일본 신초샤에서 2017년에 2월 24일에 발행되었으며, 전 2권으로 제1부 ⟨현현하는 이데아(顕れるイデア編)⟩와 제2부 ⟨전이하는 메타포(遷ろうメタファー編)⟩로 구성되어 있다.
한국어판은 문학동네에서 2017년 7월 12일에 발행되었다.

## 줄거리
부인과의 이혼 이야기가 나온 뒤부터 자택을 떠나 친구(아마다 마사히코)의 아버지(아마다 토모히코)인 일본화가의 아틀리에를 빌려 살게 된 초상화가인 [나]는, 아틀리에의 처마밑에서 《기사단장 죽이기》라는 타이틀의 일본화를 발견한다. 아틀리에 뒷편의 잡목림에 작은 사당과 석축이 쌓인 묘소가 있고, 묘소를 파보니 땅속에서 돌로 쌓아 만든 석실이 나타났다. 속에는 불구(仏具)로 보여지는 방울이 봉납되어 있었다. 일본화와 석실/방울을 해방함으로써 이데아(イデア)가 나타나게 되는데, 이후 여러 가지 현상들이 연이어 벌어지는 신비한 일에 휘말리기 시작한다.

## 등장 인물
나
주인공. 36세. 초상화가.
사람의 얼굴 특징을 한번에 캐치한 뒤 뇌속에 각인하여 그림(뎃상이나 크로키)으로 표현할 수 있으며, 물건의 위치관계나 상세한 부분을 기억할 수 있다. 폐소공포증을 갖고있다. 이혼 이야기가 나온 이후 집을 나와, 도쿄, 홋카이도를 한 달 반 방랑한 뒤 가나가와현 오다와라시 교외의 산속에 있는 아마다 도모히코(雨田具彦)의 아틀리에에 정착하여 오다와라 시내의 회화 교실에서 지도를 하고 있다.
유즈 (柚/ゆず)
주인공의 아내로써 유즈(ユズ)가 애칭. 주인공보다 3살 연하. 건축사무소에 근무(2급 건축사). 육 년 간 주인공과 결혼 생활을 마치고, 이혼 수속을 밟기 조금 전부터 다른 남자와 교제하여 임신 중.
코미치 (小径/こみち）
주인공의 여동생, 코미(コミ)가 애칭. 주인공보다 세 살 연하. 심장에 선천적인 병이 있어 12세때 세상을 떠났다.
아마다 마사히코 (雨田 政彦/あまだ まさひこ）
주인공의 미대 시절부터 친구로 두 살 연상. 독신. 광고 대리점에 근무하는 그래픽 디자이너. 주인공이 아버지의 아틀리에에 임시로 기거하게 하고 있고 회화 교실 일을 돕고 있다.
아마다 도모히코 (雨田 具彦/あまだ ともひこ）
마사히코의 아버지로 고명한 일본화가. 92세. 치매가 발병하여 이즈고원(伊豆高原)의 양로원에 입원 중. 《기사단장 죽이기》라는 오페라 《돈 조반니》를 모티브로한 미발표작을 그림. 종전에는 서양화가였으나, 빈 유학 시절 나치의 고관 암살 미수 사건에 관여하여 일본으로 송환되었으며, 전후에는 일본화가로 전직한다.
아마다 쓰구히코 (雨田 継彦/あまだ つぐひこ）
도모히코의 세살 아래 동생으로, 마사히코의 숙부. 피아니스트를 지망하던 동경음악학교의 학생이었으나, 20세 때 징집 후 중국에 파병되어, 난징 대학살에 억지로 가담하게 되어 본국에 돌아온 뒤 손목을 면도칼로 그어 자살하였다.
멘시키 와타루 (免色 渉/めんしき わたる)
54세. 독신. 주인공이 사는 아틀리에로부터 계곡을 막아선 반대편 산에 있는 저택에 3년 전부터 살고 있으며, 주인공에게 자신의 초상화 제작을 의뢰한다. 신장은 170cm 보다 조금 크다.이전 IT 관계의 회사를 경영하였으나, 내부 거래와 탈세 혐의로 검거되어 동경구치소의 독방에 435일 간 유치된 뒤, 무죄 석방된 과거가 있다. 현재는 자택에서 인터넷을 통한 주식과 외환 시세 차익을 통해 수익을 얻고 있다. 주인공이 살고 있는 아틀리에의 석축으로된 묘를 철거하여 석실을 발굴하는 일을 도와주거나 (조경업자를 수배해준 것과 보수지불) 아마다 토모히코/츠구히코의 조사를 하였다. 멘시키는 마리에가 자신의 딸이라고 생각하고 있으며, 자택의 선정도 아키카와 가(秋川家)가 보이는 장소를 선택하였다. 주인공에게 마리에의 초상화를 그리도록 의뢰하여 (마리에가) 모델을 하도록 계획한다. (본인은 이 과정에서 일어나는 모든 일들이 자신의 설계로 일어난 것은 아니라고 부인한다.)
아키카와 마리에 (あきかわ まりえ)
13세. 중학생. 어린 시절 모친이 말벌에게 쏘여서 사망하였다. 말수가 적다. 주인공이 가르치는 회화 교실의 학생으로, 주인공이 사는 아틀리에와 능선이 이어지는 산에 있는 집에 살고 있다.
아키카와 쇼코 (あきかわ しょうこ)
마리에의 고모. 독신. 이전에 동경에서 비서일을 한적이 있으나, 현재는 마리에와 살고 있다.
아키카와 요시노부 (秋川 良信/あきかわ よしのぶ）
마리에의 부친. 오다와라 제일의 대지주였던 집안을 물려받아, 시내의 여러채의 건물을 소유하고 있는 부동산업자.
회화 교실의 수강생인 여성
41세(주인공이 5세 연상이었던것 같다고 기억) 유부녀이며 두 명의 딸이 있음. 주인공의 여자친구이며, 불륜 관계에 빠져든다. 정글통신을 통해 멘시키 와타루에 대한 소문들을 주인공에게 전해준다.
이데아
《기사단장 죽이기》에 그려진 기사단장의 모습을 형체화하여 나타난다. 신장은 60cm 정도. 단수의 인간에 대해서 [제군]이라고 부르며, [나(あたし)][~하지 아닐세(ではあらない)]등과 같은 특징적인 말투를 사용한다.
메타포 (メタファー)
주인공이 이데아를 칼로 찌르자 《기사단장 죽이기》에 그려진 [긴 얼굴]이라고 주인공이 부르는 모습으로 나타난다. 신장은 70~80cm정도. 실종된 마리에를 찾는 주인공을 [메타포 통로]라는 이공간으로 이끈다.
하얀 스바루 포레스터의 남자
주인공이 토호쿠를 방랑 중일 때 미야자키현의 해안가 주변의 작은 마을의 패밀리 레스토랑에서 조우한 하얀색 스바루 포레스터에 타고 있던 중년 남성. 초상화 그리기를 관둔 주인공이 자발적으로 초상화를 그린다. 실존하는지 명확하지 않은 존재로써 주인공은 [이중메타포(마음속에 있으며 올바른 마음을 잡아 탐욕스럽게 먹어치워 버리는 것)]으로 느끼고 있다.

## 평가
⟪도쿄 신문⟫은 이 작품이 무라카미 하루키가 쓴 소설의 집대성이라는 평가를 일본에서 받고 있다고 보도하였다. 평론가 스기타 슌스케(杉田俊介)는 "기존 소설의 패턴을 반복하면서도 인물 묘사에서 입체적인 깊이가 더해졌다"고 평가하였다.

## 논란
이 작품에서는 일본 제국이 저지른 난징 대학살에 대해서 언급되는데 이러한 사실이 알려지자 모토야 도시오 아파 호텔 최고경영자, 사쿠라이 마코토 재특회 전 회장 등의 우익 인사가 무라카미 하루키를 비난한 것으로 알려졌다. 무라카미 하루키는 4월 2일 공개된 인터뷰에서 "역사라는 것은 국가에 있어서 집합적인 기억"이라며 "따라서 이를 과거의 일로 치부해 잊으려 하거나 바꾸려 하는 것은 상당히 잘못된 것이라고 생각한다"고 말하였다.